# Eunice gaimardi
Eunice gaimardi är en ringmaskart som beskrevs av Jean Louis Armand de Quatrefages de Bréau 1866. Eunice gaimardi ingår i släktet Eunice och familjen Eunicidae.
Artens utbredningsområde är havet kring Nya Zeeland. Inga underarter finns listade i Catalogue of Life.